# 王宝军
王宝军（1969年—），辽宁葫芦岛人，汉族，中华人民共和国政治人物、全国人民代表大会辽宁地区代表。
毕业于清华大学工商管理学院工商管理专业，加入中国民主建国会，担任葫芦岛宏运集团董事长兼总裁。2008年起担任全国人大代表。2013年，被选为全国人大代表。2016年因涉嫌贿选被认定当选无效。